# 豊澤住輔
豊澤 住輔（とよざわ すみすけ）は女流義太夫。母は豊澤住造。

## 来歴
本名、田辺裕子。大阪府出身。幼少期から母が公演等で家を空けることが多く、寂しさを感じていたことから自身は子供にそうした思いをさせたくないと娘義太夫の道に進むことを全く考えないまま結婚して母親となる。ところが、その後自分の将来に疑問を感じて1980年（昭和55年）、母に入門する。1981年（昭和56年）、「人形浄瑠璃因協会女子部公演」で初舞台を踏む。
1990年（平成2年）に「（財）人形浄瑠璃因協会」女子部門奨励賞受賞。1993年（平成5年）、若手女流義太夫勉強会「筍会」の一員として「第13回咲くやこの花賞音楽部門」受賞。2003年（平成15年）、師である豊澤住造の没後、鶴澤清介の預かりとなる。2009年（平成21年）、重要無形文化財「義太夫節」総合指定保持者の認定を受ける。
2023年、文化庁長官表彰。
「女流義太夫瑠璃の会」「娘義太夫豊澤住造一門の会」等の女流義太夫演奏会の他、大阪における義太夫節の普及・振興を目的に、幅広い世代に向けてワークショップやレクチャー、デモンストレーションをおこなっている。